# Semiramide riconosciuta
Semiramide riconosciuta è un libretto d'opera seria di Pietro Metastasio, messo in scena per la prima volta nel 1729 con la musica di Leonardo Vinci.
Lungo tutto il Settecento, il libretto godette di ampia fortuna, ridotto sulle scene operistiche da molti compositori. Alla fine del secolo, però, le trasposizioni musicali abbandonarono il testo metastasiano per prediligere la Semiramide di Voltaire, nella traduzione del 1771 di Melchiorre Cesarotti. La morte di Semiramide (Padova, 1790) di Antonio Simeone Sografi segnò questo passaggio, che raggiunse il risultato più significativo con la Semiramide rossiniana.

## Trama

### Atto primo
A Babilonia, Nino siede sul trono assiro ma cela un gran segreto: altri non è infatti che Semiramide, fuggita quindici anni prima dall'Egitto con Idreno, il quale, convinto di un suo tradimento, aveva cercato di ucciderla gettandola nel Nilo, e la crede morta. A Sibari, vecchio amico che aveva favorito la fuga e che ora la ravvisa sotto mentite spoglie, Semiramide racconta di essersi salvata, convolando poi a nozze con il re assiro. Dopo la morte del sovrano regna in vece del figlio Nino (educato da lei « effeminato e molle », vive « in femminili spoglie nella reggia racchiuso » e non desidera il trono), forte della somiglianza tra i due. 
Intanto, l'erede al trono di Battria Tamiri deve scegliere il proprio sposo tra i tre che si presentano: il sensibile Mirteo, il rozzo Ircano e il misterioso Scitalce. La sua preferenza cade su quest'ultimo, rimasto però sconvolto nel riconoscere Semiramide.
Il finto re ha riconosciuto a sua volta Idreno, vecchio e falso nome di Scitalce. Questi confida a Sibari la sua scoperta, e insieme ricordano di quando Sibari aveva favorito la fuga degli amanti dall'Egitto. Scitalce però non sa che l'amico, facendogli recapitare un biglietto con la notizia del tradimento della donna, aveva anche disposto alcuni uomini per sbarrargli la strada senza essere riconosciuto. Scitalce aveva così colpito Semiramide, ma il tradimento era fittizio, perché a tramare era il solo Sibari, intenzionato a impossessarsi dell'amata Semiramide.
Sentendo rinascere in sé l'antica fiamma, Semiramide (col pretesto di intercedere per Tamiri) fa venire Scitalce il quale, ancora pieno dell'antico rancore, dice di voler sposare Tamiri, cosicché la donna sprona Mirteo e Ircano a far valere i loro diritti. Mentre Ircano è disposto a liberarsi del rivale prescelto con la violenza, Mirteo non accetta di uccidere Scitalce a tradimento.

### Atto secondo
Sibari incontra Ircano il quale, furente, è determinato a uccidere Scitalce. Per placarlo e al tempo stesso dar corpo ai suoi disegni, Sibari lo prega di lasciarlo fare: metterà infatti del veleno nella tazza in cui Scitalce dovrà bere durante l'imminente giuramento. Davanti a Semiramide e Tamiri, Scitalce non osa però vuotare la tazza, ancora innamorato della prima. Indignata, Tamiri consegna la tazza a Ircano, che la getta a terra. Scitalce viene prudentemente arrestato dagli uomini di Semiramide, la quale si scopre ancora amata.
Ircano vorrebbe rivelare la verità a Tamiri, preferendola all'idea che abbia voluto rifiutare il matrimonio con la fanciulla. Per farlo tacere Sibari ordisce allora un nuovo piano: di notte, con l'aiuto dei soldati di Ircano, rapiranno Tamiri e il principe potrà fuggire assieme a lei. Tamiri intanto si promette a chi ucciderà Scitalce, ma quando Semiramide finge di volerlo liberare affinché possa essere brutalmente smembrato, si ridesta nella giovane la pietà.
Fatto condurre alla presenza del "re", Scitalce non accetta il ricongiungimento con una traditrice (i due non cercano più di nascondere la loro identità), convinta a sua volta di essere stata tradita.

### Atto terzo
Il piano di Sibari fallisce e Ircano viene sconfitto in un duello da Mirteo. Questi è determinato a trafiggere Scitalce; vanamente Semiramide tenta di proporre all'amato un matrimonio che plachi le acque. Scitalce si promette nuovamente a Tamiri, ma Mirteo lo sfida a duello.
Nell'anfiteatro, alla presenza del popolo e di tutti i personaggi, Ircano rivela che la tazza del giuramento era stata avvelenata da Sibari, le cui trame vengono infine scoperte. Semiramide può mostrare la sua vera identità, giustificare il suo regno e sposare Scitalce, Mirteo scopre di trovarsi di fronte la sorella da cui è cresciuto lontano e convolerà a nozze con Tamiri.

## Messe in musica
Tra le numerose opere che si basarono sul libretto metastasiano figurano, oltre a quella di Leonardo Vinci:
- Semiramide riconosciuta di Nicola Porpora, Venezia 1729
- Geminiano Giacomelli (nei casi delle trasposizioni meno conosciute si indica solo l'autore), Milano 1730
- Francesco Araja, Napoli 1731
- Semiramide riconosciuta di Georg Friedrich Händel, Londra 1733
- Bernardo Aliprandi, Monaco di Baviera 1740
- Giovanni Battista Lampugnani, Roma 1741
- Semiramide riconosciuta di Niccolò Jommelli, Torino 1742
- Paolo Scalabrini, Graz 1743
- Semiramide riconosciuta di Johann Adolph Hasse, Napoli 1744
- Domingo Terradellas, Firenze 1746
- La Semiramide riconosciuta di Christoph Willibald Gluck, Vienna 1748
- Semiramide riconosciuta di Baldassarre Galuppi, Milano 1749
- Davide Perez, Roma 1749
- Giuseppe Scarlatti, Livorno 1751
- Giuseppe de Majo, Napoli 1751
- Michele Fini, Firenze 1752
- Giovanni Marco Rutini, Praga 1752
- Gioacchino Cocchi, Venezia 1753
- Francesco Brusa, Venezia 1756
- Domenico Fischietti, Padova 1759
- Vincenzo Manfredini, Oranienbaum 1760
- Giuseppe Sarti, Copenaghen 1762
- Antonio Sacchini, Roma 1764
- Tommaso Traetta, Venezia 1765
- Andrea Bernasconi, Monaco di Baviera 1765
- Ferdinando Bertoni, Napoli 1767
- Pietro Alessandro Guglielmi, Napoli 1776
- Semiramide di Antonio Salieri, Monaco di Baviera 1782
- Semiramide riconosciuta di Giacomo Meyerbeer, Torino 1819